# Botanical Journal of the Linnean Society
Botanical Journal of the Linnean Society, (abreujat Bot. J. Linn. Soc.), és una revista il·lustrada amb descripcions botàniques que és editada per Societat Linneana de Londres. Va començar la seva publicació l'any 1969. Va ser precedida per Journal of the Linnean Society.
És una revista científica per a la publicació d'articles originals relacionats amb la taxonomia de les plantes i dels grups de fongs, inclosa l'anatomia, la biosistemàtica, la citologia, l'ecologia, l'etnobotànica, microscopi electrònic, morfogènesi, paleobotànica, palinologia i fitoquímica.
La revista és una publicació de la Societat Linneana de Londres, i està disponible tant en format imprès com en línia de cerca.